# Suzuki GS500
De Suzuki GS500 is een populaire beginnersmotor die op de markt is gebracht door de Suzuki Motor Corporation. Suzuki produceerde drie versies van de motor: de GS500 en GS500E van 1989 tot 2004 en de GS500F (met kuip) van 2004 tot 2009.

## Geschiedenis

### GS500 / GS500E
De versie zonder kuip van de GS500 was voor het eerst beschikbaar in de VS in 1989 als de GS500E. Hij was uitgerust met een luchtgekoelde motor van 487 cc met twee cilinders op lijn, afkomstig van de voorgaande GS450.
De motor staat bekend om zijn hoge vermogen, degelijke koppel, lage gewicht, zeer betrouwbare motor en uitstekende brandstofverbruik. Hij is ook populair bij beginners vanwege de lage aankoopprijs en het weinige onderhoud dat hij behoeft.
De GS500 bestaat ook in een 25kW-uitvoering, zodat motorrijders ook met deze motor kunnen rijden met een rijbewijs A < 25kW. In 2002 stopte Suzuki met de productie van de GS500E in de VS, in het Verenigd Koninkrijk pas in 2007. In vele andere landen wordt de GS500E nog steeds verkocht.

### GS500F

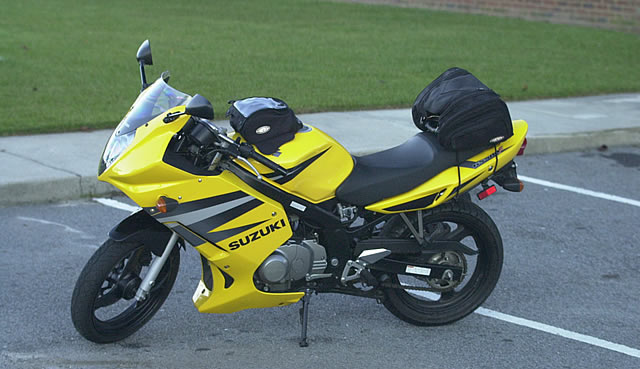
Suzuki GS500F

In 2004 bracht Suzuki de GS500F op de markt. Deze motor vertoonde veel gelijkenissen met het voorgaande E-model, maar nu werd hij met een volledige kuip geassembleerd, die hem een sportiever en agressiever uiterlijk gaf. De bestuurder had zo meer comfort door de bescherming tegen wind en betere aerodynamica. Er was ook een oliekoeler toegevoegd, zoals bij het voorgaande E-model.
De GS500F is nog steeds beschikbaar in de VS, Canada, Australië, Duitsland, Frankrijk en Spanje.

### Tijdlijn
- 1989 - GS500E geïntroduceerd in Noord-Amerika
- 1990 - Het standaardstuur vervangen door clip-ons.
- 1994 - Grijze velgen en ander frame-kleur voor het model van dit jaar.
- 1996 - Voorremmen zijn gewijzigd van kleine en grote rempistons in twee gelijke.
- 2001 - Tank, achterkappen, zadel en achterlicht zijn opnieuw ontworpen. Carburator is van twee-circuit gewijzigd in een drie-circuit, zodat er een betere carburatie ontstaat en de kwaliteit van de motor omhoog gaat.
- 2003 - Geen enkel GS500-model nog verkrijgbaar in de VS.
- 2004 - GS500F geïntroduceerd. Een volledige kuip en oliekoeler zijn aanwezig.
- 2009 - Geen enkel GS500-model nog verkrijgbaar in de EU.

## Specificaties

### GS500 / GS500E
Motor
- Type: viertakt, luchtgekoelde tweecilinder op lijn DOHC, twee kleppen per cilinder.
- Cilinderinhoud: 487 cc
- Bore/Stroke: 74,0 mm x 56,6 mm
- Brandstofsysteem: Mikuni BSR34SS
- Ontsteking: CDI, onderhoudsvrije accu
- Compressieverhouding: 9,0:1
- Motor Redline: 11.000 tpm
- Vermogen: 1989-1996 34 kW aan 9.200 tpm. 1997-2009 34,3 kW aan 9.200 tpm
- Koppel: 1989-1996 41 Nm aan 7.500 tpm. 1997-2009 40 Nm aan 7.500 tpm
- Brandstofverbruik: 3,9 tot 4,7 liter per 100 km

Aandrijving
- Transmissie: 6 versnellingen eerdere modellen: (bj.89 5)
- Eindaandrijving: #520-ketting
- Voorste tandwiel: 16 tanden
- Achterste tandwielen: 39 tanden

Remmen
- Vooraan: enkele hydraulische schijf 310 mm, dubbele-piston-remklauwen (2004-2009 met 4-piston-remklauwen)
- Achteraan: enkele hydraulische schijf 250 mm, dubbele-piston-remklauwen

Wielen en banden
- Vooraan: 110/70-17-band
- Achteraan: 130/70-17-band

Ophanging
- Vooraan: telescopisch, schroefveer, oliegedempt
- Achteraan: link-type, zevenvoudig verstelbare veervoorspanning

Afmetingen & geometrie
- Lengte: 2080 mm
- Breedte: 800 mm
- Hoogte: 1060 mm
- Zithoogte: 790 mm
- Wielbasis: 1405 mm
- Gewicht: 174 kg (droog)
- Brandstofcapaciteit: 20 l

Garantie
- Suzuki biedt een garantie van 24 maanden.

### GS500F
- Gewicht: 180 kg (droog)
- Hoogte 1150 mm

Kleuren
- 2004: Geel/grijs, blauw/wit
- 2005: Zwart/rood, blauw/wit
- 2006: Zwart/zilver, blauw-groen/wit, donkerblauw/wit (Canada)
- 2007: Parelmoer blauw/wit, parelmoer zwart/metallic (Australië)
- 2008: Blauw/wit, zwart/zilver
- 2009: Blauw/wit, wit/zwart